# 278 Paulina
278 Paulina eller 1959 XF är en asteroid i huvudbältet, som upptäcktes den 16 maj 1888 av den österrikiske astronomen Johann Palisa. Det är inte känt vad som ligger till grund för asteroidens namngivning.
Paulinas senaste periheliepassage skedde den 3 augusti 2020.[Uppdatering behövs] Dess rotationstid har beräknats till 6,32 timmar.